# Aphanocarpus
Aphanocarpus é um género botânico pertencente à família Rubiaceae.